# Yttre befäl

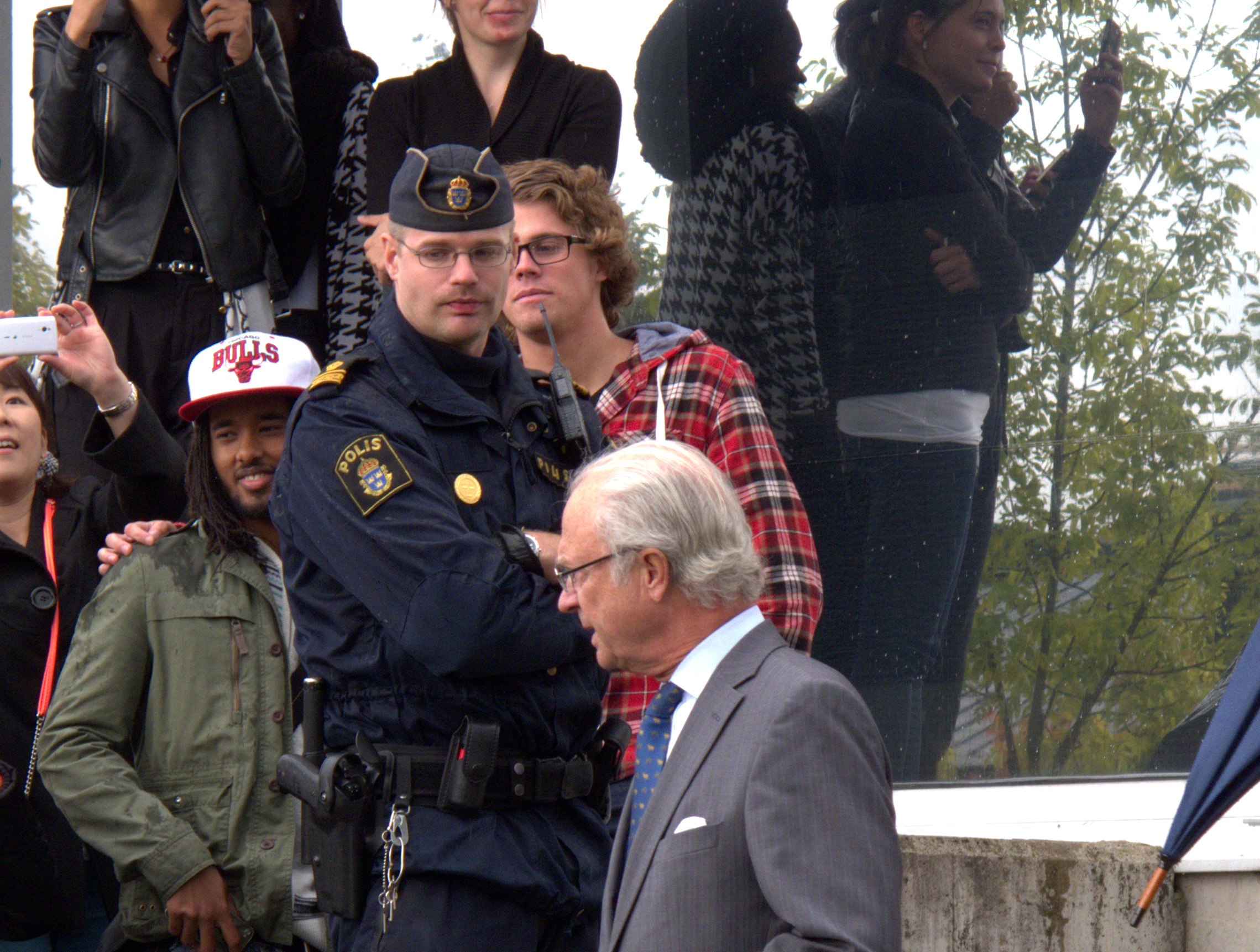
Polisinspektör med särskild tjänsteställning bär en rund guldfärgad bricka som funktionsbeteckning vid kungabesök i Borlänge.

Yttre befäl är beteckningen för en polisman som ansvarar för arbetsledande uppgifter ute på fältet. Yttre befälet har också delegation från Polismyndigheten, till exempel som förundersökningsledare. 

## Funktionsbeteckning
Det yttre befälet bär ofta en rund guldbricka på uniformen som visar dennes befattning. Brickan har tre kronor och texten Yttre befäl. Yttre befäl kan vid särskild händelse bli polisinsatschef (PIC). Detta kan exempelvis vara vid bankrån, försvunnen person och liknande. Polisinsatschef skall bära "Reflexväst m/04, polisinsatschef".